# Yolbaşı
Yolbaşı ist eine Kleinstadt im Landkreis Midyat der türkischen Provinz Mardin. Yolbaşı liegt etwa 69 km nordöstlich der Provinzhauptstadt Mardin und 7 km südwestlich von Midyat. Yolbaşı hatte laut der letzten Volkszählung 3.791 Einwohner (Stand Ende Dezember 2009).